# Hiroyuki Yoshida
Hiroyuki Yoshida (吉田 裕幸 Yoshida Hiroyuki?), född 25 november 1969 i Nagasaki prefektur, är en japansk tidigare fotbollsspelare.
Yoshida började sin karriär 1992 i Yamaha Motors (Júbilo Iwata). Efter Yamaha Motors spelade han för Fukuoka Blux, Consadole Sapporo, Blaze Kumamoto och Honda FC. Han avslutade karriären 1998.